# Heinz Rutishauser
Heinz Rutishauser (né le 30 janvier 1918 à Weinfelden et mort le 10 novembre 1970 à Zurich) est un mathématicien suisse, pionnier de l'analyse numérique moderne et précurseur de l'informatique.

## Biographie
Heinz Rutishauser étudie les mathématiques à l'École polytechnique fédérale de Zurich (EPFZ) à partir de 1936. Il  obtenu son diplôme en 1942. De 1942 à 1945, il est assistant Walter Saxer (de) à l'EPFZ et de 1945 à 1948 il est enseignant en mathématiques à Glarisegg (de) et à Trogen. En 1948, il obtient son doctorat à l'EPFZ avec une thèse de doctorat d'analyse complexe (« Über Folgen und Scharen von analytischen und meromorphen Funktionen mehrerer Variabeln, sowie von analytischen Abbildungen »). 

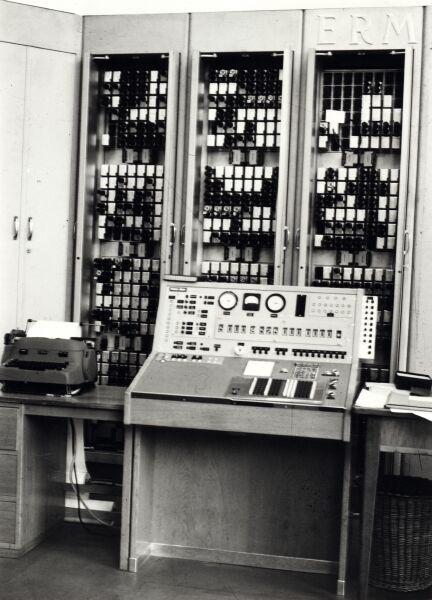
L'ordinateur ERMETH.

En 1948 et 1949, Rutishauser séjourne aux États-Unis, à l'université Harvard et à l'université de Princeton. De 1949 à 1955, il est chercheur à l'Institut de mathématiques de l'EPFZ qui venait d'être par créé par Eduard Stiefel
 dans le développement du premier ordinateur suisse, le ERMETH (de) (acronyme de Elektronische Rechenmaschine an der ETH). La structure mathématique et la logique de l'ERMETH doit beaucoup à ses travaux.  Dans son travail de habilitation en 1951, il décrit les principes d'un compilateur et d'un langage de programmation, mis en œuvre dans ERMETH. Ces concepts fondamentaux sont à la base de l'informatique moderne. Il contribue de manière décisive à la définition et au développement des langages de programmation Algol 58 et 60. Rutishauser est aussi un pionnier de l'analyse numérique moderne, spécialement de la théorie de la stabilité des équations différentielles.  
En 1951, Rutishauser devient Privat-docent, en 1955 professeur extraordinaire et en 1962, professeur titulaire de mathématiques appliquées à l'EPFZ. En 1968, il devint chef du département d'informatique, qui devint plus tard l'Institut d'informatique et finalement le département d'informatique de l'EPFZ. 
Dès les années 1950, Rutishauser souffrait de problèmes cardiaques. En 1964, il subit une crise cardiaque grave, dont il se remet. Il décède le 10 novembre 1970 dans son bureau d'insuffisance cardiaque aiguë. Après sa mort, sa femme Margrit prend en charge la publication de ses œuvres posthumes. En 1958, Rutishauser a introduit l'algorithme LR, basé sur la décomposition LR, un algorithme auquel on préfère l'algorithme QR qui est numériquement plus stable.

## Publications
- [1951] Heinz Rutishauser, Ambros Paul Speiser et Eduard Stiefel, Programmgesteuerte digitale Rechengeräte (Elektronische Rechenmaschinen), Bâle, Birkhäuser, 1951.
- [1952] Heinz Rutishauser, Automatische Rechenplanfertigung bei programmgesteuerten Rechenmaschinen, Bâle, Birkhäuser, 1952.
- [1954] Heinz Rutishauser, « Der Quotienten-Differenzen-Algorithmus », Zeitschrift für angewandte Mathematik und Physik ZAMP, vol. 5, no 3,‎ 1954, p. 233–251 (ISSN 0044-2275, DOI 10.1007/BF01600331).
- [1954] Heinz Rutishauser, « Anwendungen des Quotienten-Differenzen-Algorithmus », Zeitschrift für angewandte Mathematik und Physik ZAMP, vol. 5, no 6,‎ 1954, p. 496–508 (ISSN 0044-2275, DOI 10.1007/BF01601216)
- [1955] Heinz Rutishauser, « Some Programming Techniques for the ERMETH », Journal of the ACM, vol. 2, no 1,‎ 1955, p. 1–4 (DOI 10.1145/320789.320790).
- [1957] Heinz Rutishauser, Der Quotienten-Differenzen-Algorithmus, Bâle, Birkhäuser, coll. « Mitteilungen aus dem Institut für Angewandte Mathematik », 1957, 77 p. (ISBN 978-3-7643-0323-5).
- [1967] Heinz Rutishauser, Handbook for automatic computation : Volume I part A, Description of ALGOL 60, Berlin, Springer-Verlag, coll. « Grundlehren der mathematischen Wissenschaften » (no 135), 1967, xii+323 (ISBN 3-540-05414-6, SUDOC 014736071).
- [1968] Roland Bulirsch et Heinz Rutishauser, « Interpolation und genäherte Quadratur et Darstellung von Funktionen in Rechenautomaten », dans Robert Sauer et  István Szabó, Die mathematischen Hilfsmittel des Ingenieurs, vol. 3, Springer-Verlag, 1968.
- [1972] Hans Rudolf Schwarz, Heinz Rutishauser et Eduard Stiefel, Numerik symmetrischer Matrizen, Stuttgart, Teubner, 1972, 2e éd. (ISBN 3-519-12311-8).
- [1976] Heinz Rutishauser et Martin Gutknecht (éditeur), Vorlesungen über numerische Mathematik : Vol. I : Gleichungsysteme, Interpolation und Approximation, Bâle, Stuttgart, Birkhäuser, coll. « Lehrbücher und Monographien aus dem Gebiete der exakten Wissenschaften. Mathematische Reihe » (no 50), 1976, 164 p. (ISBN 3-7643-0810-9, SUDOC 022631577).
- [1976] Heinz Rutishauser et Martin Gutknecht (éditeur), Vorlesungen über numerische Mathematik : Vol. II : Differentialgleichung en und Eigenwertprobleme, Bâle, Stuttgart, Birkhäuser, coll. « Lehrbücher und Monographien aus dem Gebiete der exakten Wissenschaften. Mathematische Reihe » (no 57), 1976, 228 p. (ISBN 3-7643-0850-8, SUDOC 022631550).
- [1998] Heinz Rutishauser et Walter Gander (éditeur), Numerische Prozeduren. Aus Nachlass und Lehre, Bâle, Birkhäuser, 1998 (ISBN 3-7643-0874-5).

## Sources
- (de) Friedrich Ludwig Bauer, « Rutishauser, Heinz », dans Neue Deutsche Biographie (NDB), vol. 22, Berlin, Duncker & Humblot, 2005, p. 305 (original numérisé).
- Evelyn Boesch Trüeb, « Rutishauser, Heinz » dans le Dictionnaire historique de la Suisse en ligne.
- (en) John J. O'Connor et Edmund F. Robertson, « Heinz Rutishauser », sur MacTutor, université de St Andrews.